# Jobawi
Un jobawi est un type de bonnet d'hiver coréen traditionnel avec des oreillettes qui était porté par les femmes et était en soie . Depuis sa première apparition à la fin de la période Joseon, il a été largement porté en remplacement de l'ayam (une casquette avec un gros ruban sur le dos). Bien que le jobawi soit porté par la classe supérieure ainsi que par les roturiers, il était principalement utilisé par l'aristocratie yangban de l'époque comme couvre - chef décoratif quand ils sortaient. De plus, le jobawi était porté non seulement comme couvre - chef formel, mais aussi pour des occasions spéciales. Même si un porteur n'était pas en tenue formelle, si elle portait un jobawi, la tenue globale pourrait être considérée comme de simples vêtements formels.  
Le jobawi ne couvre pas le haut de la tête comme les autres casquettes d'hiver unisexes comme l' ayam, le nambawi et le pungcha. Mais il recouvre entièrement le front et les oreilles sur les côtés avec des oreillettes rondes pour se protéger du froid. La surface extérieure est généralement constituée de plusieurs variétés de soie appelées sa (사, 紗 ) ou dan (단, 緞 ) tandis que sa surface intérieure est en dan, myeongju (명주, soie plus brillante) ou coton.  
Des glands sont attachés à l'avant et à l'arrière du jobawi ; ils peuvent également être ornés de bijoux . Certains jobawi ont été décorés avec des accessoires en argent, jade, agate ou autres pierres précieuses sur le côté gauche et droit du front ainsi que sur la partie inférieure de l'arrière. L'avant et l'arrière du haut du jobawi sont liés de façon lâche par une ficelle qui consiste soit en perles de corail, soit en fils d'argent dans une tresse florale ou simple. 
Il y avait des jobawi brodés de perles ou ornés de geumbak (décoration de feuilles d'or ) qui étaient généralement portés par les enfants ou les jeunes femmes. Les motifs de la geumbak étaient généralement des fleurs ou des lettres en hanja lecture bugwi (부귀, 富  , la richesse et les honneurs), danam (다남, 多 , beaucoup de fils), subok (수복, 壽 , longue vie et bonheur), ou gangnyeong (강녕 康  , le bonheur et la paix). Cette décoration était en bordure du jobawi . À l'heure actuelle, les bébés filles portent un tel jobawi à l'occasion de leur doljanchi, qui fête leur premier anniversaire. 